# Yuantuan
Yuantuan (kinesiska: 元疃) är en köping i östra Kina. Den ligger i Feidong härad i staden Hefei i provinsen Anhui,  omkring 26 kilometer norr om provinshuvudstaden Hefei. Antalet invånare är 18563. Befolkningen består av 9 118 kvinnor och 9 445 män. Barn under 15 år utgör 16,0 %, vuxna 15-64 år 66 %, och äldre över 65 år 16,0 %.